# Llaima
De Llaima is een van de grootste en meest actieve stratovulkaan in Chili. Hij ligt 82 km ten noordoosten van Temuco en 663 km ten zuidoosten van Santiago, in het Conguillío National Park.
Het begin van een uitbarsting op 1 januari 2008 is vastgelegd op video.
Begin mei 2008 was er opnieuw een uitbarsting van deze vulkaan waarbij vele mensen in de nabije omgeving worden geëvacueerd. Tot op honderden kilometers afstand viel as neer en op bepaalde plaatsen werd er zelfs water uitgedeeld om de bevolking tegemoet te komen in deze situatie.